# Cunning Stunts
Cunning Stunts je koncertní záznam americké hudební skupiny Metallica, vydaný v roce 1998. Byl vydán na VHS a DVD. Někdy bývá koncert nazýván přehozením počátečních písmen v obou slovech Stunning Cunts.
Dokument obsahuje kromě koncertu i rozhovory, záběry ze zákulisí a fotogalerii skládající se z přibližně 1000 fotografií. Tři písně ("Ain't My Bitch", "For Whom the Bell Tolls" a "Wherever I May Roam") byly nasnímány z vícero úhlů.
Ke konci písně "Enter Sandman" se začala hroutit pódiová konstrukce, následovalo několik výbuchů, proběhnutí hořícího muže skrz pódium a zmatek v sále. Po několika minutách začali členové kapely opět hrát.
Jedná se o jeden z mála koncertů Metallicy, které nehraje píseň "Ecstasy of Gold" coby intro.

## Seznam skladeb

### CD 1
| Pořadí | Název | Délka |
| ------ | --- | ----- |
| 1.     | Bad Seed Jam/So What? | 5:34  |
| 2.     | Creeping Death | 6:49  |
| 3.     | Sad But True | 6:31  |
| 4.     | Ain't My Bitch | 6:27  |
| 5.     | Hero of the Day | 4:18  |
| 6.     | King Nothing | 5:29  |
| 7.     | One | 7:23  |
| 8.     | Fuel (demoverze) | 5:50  |
| 9.     | Bass/Guitar Doodle (mix "My Friend of Misery" a "Welcome Home (Sanitarium)")                                                                | 3:55  |
| 10.    | Nothing Else Matters | 6:05  |
| 11.    | Until It Sleeps | 4:17  |
| 12.    | For Whom the Bell Tolls | 5:51  |
| 13.    | Wherever I May Roam | 7:14  |
| 14.    | Fade to Black | 8:29  |
| 15.    | Kill/Ride Medley (mix "Ride the Lightning", "No Remorse", "Hit the Lights", "The Four Horsemen", "Seek & Destroy" a "Fight Fire with Fire") | 16:10 |

### CD 2
| Pořadí | Název                                | Délka |
| ------ | ------------------------------------ | ----- |
| 1.     | Leper Messiah Jam/Last Caress        | 5:28  |
| 2.     | Master of Puppets (zkrácená verze)   | 3:43  |
| 3.     | Enter Sandman                        | 7:36  |
| 4.     | Cure Jam/Am I Evil? (zkrácená verze) | 7:04  |
| 5.     | Motorbreath                          | 3:16  |